# Meuterei auf der Bounty (1962)
Der Spielfilm Meuterei auf der Bounty aus dem Jahr 1962 ist die erste Farbverfilmung der bekannten Meuterei auf der HMS Bounty. Wie schon die Erstverfilmung basiert auch diese Version auf der Buchvorlage Die Meuterei auf der Bounty: Schiff ohne Hafen (Originaltitel: Mutiny on the Bounty) von Charles Bernard Nordhoff und James N. Hall.

## Handlung
Um die Brotfrucht aus Tahiti zu importieren, wird die Bounty unter das Kommando des berüchtigten William Bligh gestellt, der damit zum ersten Mal als Kapitän ein Schiff führt. Noch bevor sie in See stechen, lässt Bligh seine Abneigung gegen den dandyhaften Fletcher Christian erkennen, der ihm als Erster Offizier zugeteilt wurde. Nachdem die Bounty am 23. Dezember 1787 den Hafen von Portsmouth verlassen hat, führt Bligh schon bald eine grausame Terrorherrschaft ein. Geringe Vergehen seiner Mannschaft werden mit der neunschwänzigen Katze und anderen Bestrafungen geahndet.
Blighs anfänglicher Plan, Kap Hoorn zu umsegeln, scheitert aufgrund der äußerst rauen Wetterbedingungen. Anstatt, wie beabsichtigt, durch die kürzere Route Zeit einzusparen, muss die Bounty umkehren und den langen Weg um Afrika und Australien wählen. Bligh drangsaliert die Besatzung immer mehr, um die durch den Fehlschlag verlorene Zeit wieder einzuholen. Neben dem von Anfang an aufsässigen Mills wagt es lediglich Christian, sich Bligh zu widersetzen. Auf Tahiti angekommen, hat die Ruheperiode der Brotfruchtbäume bereits begonnen, weshalb ein Umpflanzen für den Transport nicht möglich ist. So verbringen die Männer glückliche Monate mit den einheimischen Frauen. Christian hat sich in Maimiti verliebt, die Tochter des Häuptlings Hitihiti. Um die Admiralität trotz der Verspätungen zufrieden zu stellen, lässt Bligh mehr Brotfruchtpflanzen mitnehmen als ursprünglich geplant. Schon bald nach der Abreise bemerkt der Botaniker der Expedition, William Brown, dass die ersten Pflanzen eingehen. Auf Nachfrage Blighs erklärt er, dass die Pflanzen in der Hitze unter Deck weitaus mehr Wasser bräuchten als unter normalen Umständen, und die Bounty nicht genug Wasser mitführt, um alle Pflanzen so zu erhalten.

Um die Pflanzen mit Wasser zu versorgen, kürzt Bligh der Mannschaft die Wasserration und gefährdet damit ihr Leben. So lässt er das Wasserfass an Deck von einem bewaffneten Posten bewachen und eine Wasserkelle an der obersten Rahnock aufhängen. Jeder Matrose, der nun aus dem Fass trinken möchte, muss aufentern, um die Kelle herunterholen und sie danach wieder an ihren Platz zu hängen. Ein sehr geschwächter Matrose stürzt bei dem Versuch, an die Kelle zu kommen, auf das Deck und stirbt. Ein weiterer Seemann, der sich daraufhin auf Bligh stürzt, wird von diesem – unrechtmäßig – zum Kielholen verurteilt und stirbt ebenfalls auf entsetzliche Weise. Christian trägt die Grausamkeiten zunächst mit. Die Kritik des Offiziersanwärters Young, der ihm Charakterschwäche vorwirft, weist er brüsk zurück. Am 28. April 1789 kommt es zur Meuterei: Als ein weiterer Seemann aus Verzweiflung Meerwasser trinkt, ist sein Leben in unmittelbarer Gefahr. Christian widersetzt sich Blighs Befehl und gibt dem Sterbenden Trinkwasser. Als Bligh Christian tritt, schlägt dieser ihn nieder und meutert. Ein Teil der Mannschaft möchte Bligh sofort bestrafen, doch Christian befiehlt, es werde an Bord der Bounty keine Tötungen mehr geben. Stattdessen setzt er Bligh mit seinen loyalen Anhängern in einer Barkasse aus, versehen mit Proviant und Navigationshilfen.

Die Meuterer kehren zunächst nach Tahiti zurück, einerseits um die ausgedünnte Besatzung mit Einheimischen zu komplettieren, andererseits um die ihnen verbundenen Frauen mit an Bord zu nehmen. Ihr Ziel ist eine Insel fernab der dicht befahrenen Handelsrouten. Auf ihrem Weg dorthin stoßen sie auf die auf keiner Seekarte korrekt eingezeichnete Insel Pitcairn. Dort glauben sie, vor der zu erwartenden Verfolgung durch die britische Admiralität sicher zu sein. Währenddessen ist Bligh über Timor wieder nach England zurückgekehrt und verantwortet sich vor Gericht für den Verlust der Bounty. Das Gericht befindet, dass Bligh keine Schuld am Verlust des Schiffes trägt, seine Ernennung zum Kapitän jedoch eine Fehlentscheidung gewesen sei. Das Gericht stimmt zu, eine Strafexpedition auszusenden, um die Meuterer festzunehmen. Schon bald nachdem Pitcairn erreicht ist, zieht Christian in Erwägung, nach England zurückzusegeln und sich einem Militärgericht zu stellen. Um dies zu vereiteln, stecken einige der Meuterer die Bounty in Brand. Vergeblich versucht Christian mit einigen seiner Kameraden, das Schiff zu retten. Als er noch einmal unter Deck geht, um den Sextanten zu holen („Ohne den kommen wir nie mehr weg!“), erleidet Christian schwere Verbrennungen und erliegt schließlich seinen Verletzungen. Die brennende Bounty versinkt im Meer.

## Hintergrund
Gedreht von Oktober 1961 bis Juli 1962 an Originalschauplätzen auf Tahiti, aber auch in Moorea (Französisch-Polynesien) mit zum Teil Einheimischen und Laienstatisten gilt Meuterei auf der Bounty noch heute als einer der optisch eindrucksvollsten Filme der 1960er-Jahre.

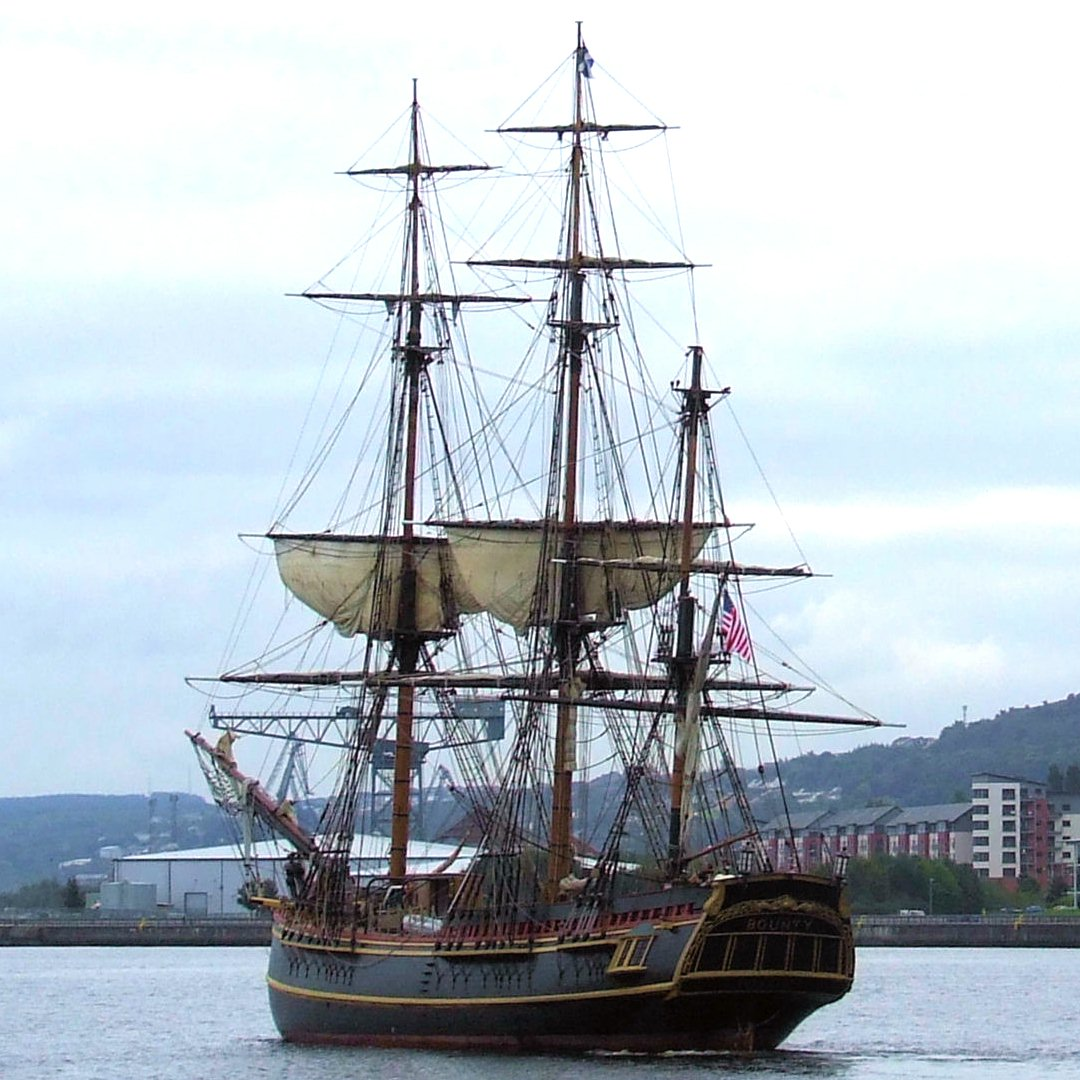
Der im Film verwendete Nachbau der Bounty

Für den Film wurde nach Originalplänen eine Bounty etwas vergrößert nachgebaut. Dieses Schiff sank am 29. Oktober 2012 während des Hurrikans „Sandy“ vor der Ostküste der Vereinigten Staaten im Atlantik, wobei zwei Besatzungsmitglieder ums Leben kamen. Das Budget betrug 19.000.000 US-Dollar, die Einnahmen allein in den Vereinigten Staaten 9.800.000 US-Dollar. Das Drehbuch hält sich, wie bereits die Verfilmung von 1935, an die größtenteils fiktive Romanvorlage von Nordhoff und Hall. Im Gegensatz dazu vermerken Historiker, dass Bligh weniger streng war als auf Schiffen üblich in jener Zeit (siehe Bounty). Er unternahm, ähnlich wie James Cook, große Anstrengungen, die Gesundheit seiner Besatzung zu erhalten. Auf der Bounty wurde der Historikerin Caroline Alexander zufolge auch weit weniger häufig ausgepeitscht als im Durchschnitt auf anderen Schiffen der britischen Marine jener Epoche. Das im Film gezeigte Kielholen war in Wirklichkeit bereits seit langem von der Admiralität verboten worden und fand auf der Bounty niemals statt. Der reale Hauptgrund für die Meuterei war wohl eher, dass die Männer ungewöhnlich viel Zeit auf Tahiti verbracht und sich an das lockere Leben dort gewöhnt hatten, das im krassen Gegensatz zum entbehrungsreichen Schiffsalltag der damaligen Zeit stand. Obendrein waren viele Besatzungsmitglieder, inklusive Fletcher Christian, tiefere Beziehungen mit tahitischen Frauen eingegangen.

Lewis Milestone übernahm die Regie von Carol Reed, nachdem dieser sich mit Brando wegen dessen Sonderwünschen und Starallüren überworfen hatte. Im Gegensatz zu Reed legte sich Milestone aber nicht mit Brando an, sondern ließ ihn einfach gewähren. Der Film wurde zu einem finanziellen Desaster und gefährdete den Bestand des Filmstudios MGM. Ein Prolog und Epilog wurden aus der Kinofassung geschnitten. In diesen wird gezeigt, wie die H.M.S. Briton die Insel Pitcairn 1814 entdeckt und dort nur noch den ehemaligen Gärtner der Bounty, William Brown, vorfindet. Er berichtet, was sich auf der Bounty zugetragen hat und was aus den übrigen Meuterern wurde. Daher beginnt die Kinofassung als Ich-Erzählung in den Worten Browns, ohne dass diese Perspektive dann fortgeführt würde. Die geschnittenen Szenen wurden 1967, bei der TV-Premiere des Films auf ABC, einmalig im Fernsehen gezeigt. Auf der DVD sind Prolog und Epilog als Bonus vorhanden.

## Sonstiges
Brandos Filmpartnerin Tarita Tumi Teriipaia war mit ihm von 1961 bis zu seinem Tod in einer wechselhaften Liebesbeziehung verbunden und hatte mit ihm zwei Kinder. Die beiden waren auch bei der US-Premiere des Films am 8. November 1962 als Paar präsent. Brando war von dem Südsee-Flair und Tahiti so begeistert, dass er 1965 ein 40 km entferntes Insel-Atoll namens Tetiaroa für 99 Jahre pachtete und dort einen Großteil seiner Freizeit verbrachte. Thomas Burkett (Burkitt) wird hier als „Edward Birkett“ bezeichnet. Lieutenant Bligh ist auch in diesem Film „Kapitän“ (Captain).

## Auszeichnungen
Neben drei Golden-Globe-Nominierungen, u. a. in der Kategorie Bester Film – Drama, war der Film bei der Oscarverleihung 1963 in folgenden sieben Kategorien nominiert, ging jedoch leer aus:
- Bestes Szenenbild: George W. Davis, J. McMillan Johnson, Henry Grace, Hugh Hunt
- Beste Kamera – Farbe: Robert Surtees
- Beste Spezialeffekte: A. Arnold Gillespie, Milo B. Lory
- Bester Filmschnitt: John McSweeney junior
- Bester Filmsong: Bronislau Kaper (Musik); Paul Francis Webber (Text) für Love Song from Mutiny on the Bounty (Follow Me)
- Beste Musik: Bronislau Kaper
- Bester Film: Aaron Rosenberg

## Einige Synchronsprecher
- Fletcher Christian: Gert Günther Hoffmann
- William Bligh: Arnold Marquis
- John Mills: Horst Niendorf
- Alexander Smith: Franz Nicklisch
- William Brown: Walter Bluhm
- Matthew Quintal: Lothar Blumhagen
- John Williams: Klaus Miedel
- Edward Burkett: Jörg Cossardt
- Michael Byrne: Martin Hirthe
- William McCoy: Konrad Wagner
- Samuel Mack: Erich Poremski
- John Fryer: Friedrich Schoenfelder
- Minarii: Gerd Duwner
- Edward Young: Eckart Dux
- James Morrison: Jochen Schröder
- Richter am Kriegsgericht: Paul Wagner

## Kritiken
„[…] ein Film der großen Gesten, der schönen Schauplätze und der grandiosen Dramaturgie, auch der rührenden Gefühle und der Menschlichkeit. Brando setzt sich etwas zu stark in Szene.“

„Überzeugend besetzte und äußerlich aufwendige, in der inneren Dramatik aber eher schwache Verfilmung der historisch beglaubigten Meuterei […].“

Die Filmbewertungsstelle Wiesbaden verlieh der Produktion das Prädikat wertvoll.

## DVD-Veröffentlichung
- Meuterei auf der Bounty. Special Edition (2-DVD-Set). Warner Home Video 2006. Die Ausgabe (mit Regionalcode 2) enthält kurze unsynchronisierte Szenen, die in der bekannten deutschen Fernsehversion fehlen. Die Länge beträgt laut DVD-Hülle ca. 178 Minuten. Es handelt sich um zwei jeweils zweischichtige DVDs. Der Film selbst ist ebenfalls zweigeteilt. Beide Scheiben enthalten Extras.